# جيمس فرانكلين (لاعب كرة قدم أمريكية)
جيمس فرانكلين (بالإنجليزية: James Franklin)‏ هو لاعب كرة قدم أمريكية أمريكي، ولد في 2 فبراير 1972 في لانغهورن في الولايات المتحدة.